# Hammargården
Hammargården är en tidigare småort i Ekerö kommun i Stockholms län belägen på sydöstra Färingsö, strax norr om Lullehovsbron i Skå socken. Hammargården består i huvudsak av småhus som tidigare fungerade som tjänstebostäder till personalen på den ungdomsvårdsskola som fanns på Hammargården. Idag finns ett LVM-hem på Hammargården. Orten var av SCB definierad som småort vid avgränsningarna åren 1990 och 1995.